# Campillo de Arenas (ort)
Campillo de Arenas är en ort i Spanien.   Den ligger i provinsen Provincia de Jaén och regionen Andalusien, i den södra delen av landet, 300 km söder om huvudstaden Madrid. Campillo de Arenas ligger 877 meter över havet och antalet invånare är 2 079.
Terrängen runt Campillo de Arenas är huvudsakligen kuperad. Campillo de Arenas ligger nere i en dal. Runt Campillo de Arenas är det ganska glesbefolkat, med 32 invånare per kvadratkilometer. Närmaste större samhälle är Huelma, 18,6 km nordost om Campillo de Arenas. Trakten runt Campillo de Arenas består till största delen av jordbruksmark.